# Underdog Records
Pour les articles homonymes, voir Underdog.
Underdog Records est un label de musique français fondé en 1980 par Dominique Lamblin et Marc Zermati, patron du label Skydog, et arrêté en 1986.
Le label est distribué par Carrère de 1980 à 1986 puis par Vogue et New Rose en 1986. Dominique Lamblin crée par la suite le label Overcat distribué par RCA.
Des rééditions de GPS et London Cowboys sont publiées en 1992, distribuées par Musidisc.

## Principaux Artistes

### Français
les Avions, Bistrock, Desperados, les Flambeurs, GPS, Jacques Higelin,  Linda Keel, Rockin' Rebels, Patrick Verbeke

### Internationaux
Flamin' Groovies, Wilko Johnson, London Cowboys, the Meteors, Mitch Ryder, Sparks, Sean Tyla, Whitesnake